# Limnophila laxa
Limnophila laxa är en grobladsväxtart som beskrevs av George Bentham. Limnophila laxa ingår i släktet Limnophila och familjen grobladsväxter. Inga underarter finns listade i Catalogue of Life.